# Philippe Haïm
Philippe Haïm (Parigi, 2 settembre 1967) è un regista, sceneggiatore, compositore e attore francese.

## Biografia
Haïm ha composto le musiche dei seguenti film vincendo vari premi: Les Naufragés (1991), Viaggio a Roma (1992) e L'esca (1995). È diventato poi regista nel 1994 con Decente, un cortometraggio da lui diretto e girato. Successivamente dirige Barracuda (1997), Les Dalton (2004) e Segreto di stato (2008). Haïm è inoltre sceneggiatore di Come un pesce fuor d'acqua (1999).

## Filmografia

### Compositore
- Maine Océan (1986)
- Les Naufragés (1991)
- Viaggio a Roma (1992)
- Carences (1994)
- Double Express (1995)
- L'esca (1995)
- Entre ces mains-là (1995)
- Mademoiselle Pompom (1995)
- Barracuda (1997)
- Zardock ou les malheurs d'un suppôt (1997)
- En immersion (serie televisiva del 2015)

### Regista
- Descente (1994)
- Barracuda (1997)
- Bluff (2000)
- Les Dalton (2004)
- Segreto di stato (2008)
- XII (serie televisiva canadese trasmessa dal 2011 al 2013)
- Braquo (serie televisiva francese trasmessa dal 2009 al 2016)
- En immersion (serie televisiva del 2015)

### Sceneggiatore
- Barracuda (1997)
- Il faut que ça brille (1997)
- Come un pesce fuor d'acqua (1998)
- Bluff (2000)
- Segreto di stato (2008)
- En immersion (serie televisiva del 2015)

### Attore
- Come un pesce fuor d'acqua (1998)